# Стоёвский, Зыгмунт
Зыгмунт Денис Антоний Йордан Стоёвский (пол. Zygmunt Denis Antoni Jordan Stojowski, часто также в германизированном или галлизированном варианте: Сигизмунд Стоёвский, Сигизмонд Стоёвский; 27 марта (8 апреля) 1869, Стжельце, ныне Свентокшиское воеводство, Польша — 5 ноября 1946, Нью-Йорк) — польский пианист, композитор и музыкальный педагог.

## Биография
Зыгмунт Стоёвский родился 27 марта (8 апреля) 1869 года в Стжельце. Детские годы провёл в Кракове, где его мать держала домашний салон, в котором выступали многие видные музыканты — в том числе Игнаций Падеревский, с которым Стоёвского в дальнейшем связывало многолетнее творческое содружество. В краковской гимназии учился музыке у Владислава Желеньского. В 1887 году поступил в Парижскую консерваторию, где занимался под руководством Луи Дьемера (фортепиано), Лео Делиба (композиция), Теодора Дюбуа (гармония), одновременно изучал литературу и философию в Сорбонне; во время парижских гастролей П. И. Чайковского в 1888 году помогал ему как переводчик.
В 1891 году выступил в Париже с первым концертом, исполнив собственный Первый фортепианный концерт (op. 3) с Оркестром Колонна под управлением Бенжамена Годара; в это же время брал уроки у Падеревского и учился искусству камерного ансамбля у Владислава Гурского. На рубеже столетий концертировал как в Польше, так и в других европейских странах, в том числе с собственными сочинениями. Премьерой Сюиты для оркестра (Op. 6) в 1891 году дирижировал в Гамбурге Ганс фон Бюлов, в 1901 году Симфония ре минор (op. 21) Стоёвского была включена в программу первого выступления Варшавского филармонического оркестра.
В 1905 году Стоёвский переехал в США, куда был приглашён возглавить кафедру фортепиано в Институте музыкального искусства. На протяжении семи лет он преподавал в этом учебном заведении (а затем с 1940 года и до конца жизни — в созданной на его основе Джульярдской школе), остальное время вёл частные занятия музыкой в собственном доме (среди его учеников, в частности, Альфред Ньюман и Гиомар Новаэс). В 1900—1910-е годы Стоёвский также концертировал в США (в частности, в 1912 году состоялось единственное его совместное выступление с дирижёром Леопольдом Стоковским, с которым его иногда путали), а его музыка активно исполнялась: в частности, свой Второй фортепианный концерт (op. 32), посвящённый Падеревскому, Стоёвский сперва исполнил в 1913 году сам с Лондонским симфоническим оркестром под управлением Артура Никиша, а три года спустя концерт был исполнен Падеревским в Нью-Йорке. Среди других заметных произведений этого периода — кантата «Молитва за Польшу» (пол. Modlitwa za Polskę, на слова Зыгмунта Красинского), написанная после начала Первой мировой войны. Затем, однако, Стоёвский полностью отказался и от композиции, и от концертов, полностью сосредоточившись на преподавании.
Зыгмунт Стоёвский умер 5 ноября 1946 года в городе Нью-Йорке.